# Prospiekt Mira (stacja metra na linii Kałużsko-Riżskaja)
Prospiekt Mira (ros. Проспект Мира – Aleja Pokoju) – stacja moskiewskiego metra (kod 093) linii Kałużsko-Ryskiej, położona przy alei Prospiekt Mira (pol. Aleja Pokoju). W okresie od 1958 do 1971 pełniła funkcję stacji końcowej linii Ryskiej. Istnieje tutaj możliwość przesiadki na stację o tej samej nazwie na linii okrężnej. Wyjścia prowadzą na Prospekt Mira.

## Nazwa
Stacja w momencie otwarcia nosiła taką samą nazwę jak stacja na linii Kolcewaja - Botaniczeskij sad (Ботанический Сад), nawiązująca do pobliskiego Ogrodu Botanicznego Uniwersytetu. 20 czerwca 1966 zmieniono nazwy obu stacji na Prospiekt Mira, aby uniknąć pomyłem z większym Ogrodem Botanicznym Akademii Nauk (stacja Botaniczeskij sad przy nim otwarta została w 1978 roku). W 1991 i 1992 roku pojawiły się pomysły, aby zmienić nazwy stacji linii okrężnej na Mieszczanskaja Słoboda (Мещанская слобода), a Kałużsko-Ryskiej na Olimpijskaja (Олимпийская), jednak ich nie zrealizowano.

## Wystrój
Stacja jest trzykomorowa, jednopoziomowa, posiada jeden peron. Stacja posiada kolumny rozszerzające się u szczytu, obłożone białym marmurem i przyozdobione metalowymi gzymsami. Granitowa podłoga ma wzór szachownicy. Ściany nad torami pokrywają żółte płytki ceramiczne z czarnymi pasami. Północne wejście, otwarte w 1959 zostało przebudowane i znajduje się obecnie w budynku siedziby moskiewskiego metra. Na południowym końcu hallu stacji znajduje się przejście na stację linii okrężnej.